# Daisuke Asakura
Daisuke Asakura (浅倉 大介 Asakura Daisuke?,  Asakusa, Tokio, Japón, 4 de noviembre de 1967) es un cantante, compositor y productor japonés. Asakura es bien conocido en Japón por sus trabajos como compositor y habilidades con el sintetizador y piano, siendo también cantante solista y miembro de apoyo en varios grupos creados por él mismo. 
Asakura actualmente es miembro de la banda Access, donde actúa como compositor, productor y tecladista. Access fue originalmente formada en 1992 por Asakura junto con el vocalista Hiroyuki Takami, pero el dúo se separaría tres años más tarde. En 2002, se anunció que Access volvería a reunirse y la banda ha estado activa desde entonces. Asakura también posee su propia compañía discográfica, Darwin Records, la cual fundó en 1998.

## Biografía

### Primeros años
Asakura nació el 4 de noviembre de 1967 en el distrito de Asakusa, dentro la localidad de Taitō, uno de los barrios residenciales de Tokio. Creció tocando el piano y órganos electrónicos, aunque su familia esperaba que siguiera el negocio familiar de la fontanería. Una de sus más grandes influencias fue la banda Yellow Magic Orchestra y al finalizar la escuela secundaria comenzó a trabajar para Yamaha, donde se encargaría de las instrucciones de uso del teclado electrónico, principalmente del sintetizador EOS. También se encargaba de la depuración y creación de sonido.
Mientras trabajaba para Yamaha, Asakura fue descubierto por el músico Tetsuya Komuro de la banda TM Network y abandonó la empresa para dedicarse a trabajar con Komuro como su protegido y aprendiz. Comenzó tocando el teclado durante la gira de la banda Tour '87〜'88 Kiss Japan y más adelante el sintetizador durante la gira Rhythm Red de 1990. En 1991, Asakura lanzó su primer álbum debut, titulado Landing Time Machine, el cual consistía en un álbum de covers de TMN con algunas canciones originales. La financiación del álbum corrió a cargo de Komuro.
Ese mismo año, Asakura conoció al vocalista Hiroyuki Takami, con quien trabajaría en algunos de sus trabajos en solitario. Los dos finalmente formaron la banda Access (o "AXS") en 1992, después de que Asakura se separase de TM Network. En noviembre de 1992, el dúo lanzaría su primer sencillo, Virgin Emotion. A los pocos meses, en abril de 1993, lanzarían su primer álbum, "Fast Access". El éxito de Access pronto se hizo notar, por lo que el dúo siguió trabajando en varios singles y dos álbumes más; Access II y Delicate Planet. Él y Takami gozaron de un gran éxito antes de separarse en 1995.

### Iceman, T.M.Revolution y Mad Soldiers

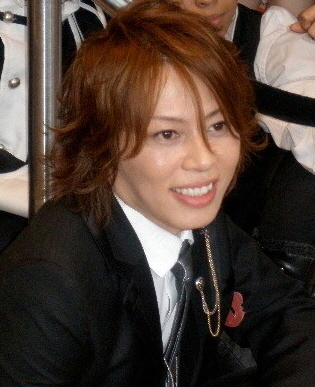
Takanori Nishikawa.

La separación de Access permitió a Asakura perseguir diferentes proyectos, que incluían componer y producir canciones para nuevos artistas. Uno de los artistas más exitosos que impulsó a la fama fue el idol Takanori Nishikawa, bajo el nombre de T.M.Revolution (también conocido como "TMR"). A mediados de 1996, Asakura comenzó una banda de tres miembros titulada "Iceman", junto con Ken'ichi Ito (guitarra) y Michihiro Kuroda (voz). En 1998, tanto Iceman como TMR pasarían al sello privado de Asakura, Darwin Records. Sin embargo, después de algunos años Iceman terminó separándose.
Durante y después de sus años con Iceman, Asakura construyó una buena reputación como compositor y amasó una vasta fortuna, apoyándose nuevamente en su ídolo y exmaestro, Komuro. En 1999, Asakura retomó su proyecto con Nishikawa, al cual se llamó The end of genesis T.M.R evolution turbo type D (o "TMR-e", para abreviar). También apareció en varios vídeos con Nishikawa y juntos llegarían a producir tres singles y un álbum.
Más adelante, produjo numerosos singles y álbumes para varios vocalistas de J-Pop. También fue el compositor de la serie de anime Gravitation, en la cual uno de los personajes está basado en él. Algunos artistas a los que Asakura financió incluyen a Yosuke Sakanoue, Kinya Kotani, Daichi Kuroda, Akiko Hinagata, Yuki Kimura, FayRay, Takashi Fujii y grupos como Onapetz, Pool Bit Boys, Lazy Knack, Run & Gun y The Seeker. También compuso canciones para la banda de visual kei, Shazna.
En 2001, Asakura lanzó un álbum en solitario titulado DecAde 〜The Best of Daisuke Asakura〜. Ese mismo año formó un dúo temporal con el guitarrista de Iceman, Ken'ichi Ito, llamado Mad Soldiers. La idea original del dúo era crear alter ego, en el que Asakura sería "Scorpion" (por su signo zodiacal) y Ito "Snake". Juntos, trabajaron con Kotani y realizaron versiones no oficiales de otras canciones como Lemon Tea de Sheena and the Rokkets y Hungry like the wolf de Duran Duran. Mad Soldiers realizó algunos conciertos fuera de Japón, como en Londres, pero su popularidad siempre fue moderada en comparación a otros proyectos anteriores.

### Vuelta de Access y otros proyectos
En 2002, se anunció el regreso de Access. El mismo año, Asakura y Hiroyuki Takami lanzaron un nuevo single titulado Only the love survive, el cual arrasó en las listas de Oricon. El dúo se ha mantenido unido desde entonces. Al mismo tiempo, Asakura siguió trabajando en solitario, compaginando varios trabajos de productor, compositor y cantautor. Desde 2004 a 2005, trabajó en un proyecto solista de siete álbumes relacionados con los colores del arcoíris, llamado Quantum Mechanics Rainbow. El proyecto contó con varias presentaciones en vivo y versiones posteriores de DVD. En 2003, Asakura fundó un club de DJ donde él mismo trabajaría, componiendo un nuevo proyecto que se llamaría "Sequence Virus" y con el cual ha lanzado seis álbumes.
En el período de 2006-2007, Asakura produjo dos singles para el famoso idol Kimeru y fue nuevamente de gira con TM Network, sustituyendo a su maestro, Tetsuya Komuro, en unos conciertos/homenajes. En esta misma época también creó nuevos temas para el videojuego Dance Dance Revolution. En noviembre de 2007, se celebró los quince años de Access juntos, publicándose un libro de memorias, discografía recopilatoria especial y unos exclusivos muñecos de felpa promocionales.  
En 2008, Asakura comenzó el proyecto "Da Metaverse", en el que prometió componer cien canciones en 1000 días para iTunes. Sin emnargo, sólo llegó a componer setenta y cinco canciones de las cien prometidas. En 2009, Asakura volvió a componer un soundtrack para el anime Chrome Shelled Regios, para el cual también fue productor. A finales de 2009, su compañero de Access, Takami, formó parte del reparto del musical Goodbay Charlie, que Asakura produjo y compuso la banda sonora. 
En 2009 y 2010, Asakura formaría otros dos proyectos musicales, Drei Projekt y Sugar & The Honey Tones, respectivamente.

### Televisión y radio
Asakura forma parte del elenco de artistas invitados en dos programas de televisión, Girls' Factory y Shindoumo Kyoudai. Además de la televisión, tiene un programa de radio activo desde 2000 llamado "NEO AGE CIRCUIT", que se transmite todos los sábados a las 11 a. m. También tuvo otros programas de radio en la década de 1990 llamados "Digirhythm Sensation" y "UPTOWN SQUARE".

## Vida personal
Al igual que otros artistas, Asakura siempre se ha mantenido reservado sobre su vida personal. Nunca se le ha visto con una pareja y tampoco está casado, por lo que surgieron rumores de su presunta homosexualidad y que mantenía una relación con su compañero de Access, Hiroyuki Takami. De hecho, durante los comienzos de Access el dúo era conocido por abrazarse y besarse en el escenario. Sin embargo, en una entrevista de radio realizada en 1997, Takami declaró que él no era gay, mientras que Asakura se mantuvo neutral sobre el asunto. 

## Discografía

### Sencillos
- Cosmic Runaway (1 de febrero de 1995)
- Siren's Melody (10 de mayo de 1995)
- Black or White? (25 de mayo de 1995)
- Rainy Heart – Doshaburi no Omoide no Naka (10 de junio de 1995)

### DA Metaverse
- Dream Ape Metaverse (25 de junio de 2008)
- Repli Eye-Program"d (25 de junio de 2008)
- Nothung Syndrome (25 de junio de 2008)
- Ya･Ti･Ma (30 de julio de 2008)
- Sonic Cruise (24 de septiembre de 2008)
- So・U・Shu・Tsu – mould (12 de noviembre de 2008)
- Fall Fear (12 de noviembre de 2008)
- Leaf Fall (12 de noviembre de 2008)
- The Transmuters (19 de noviembre de 2008)
- Soushutsu (19 de noviembre de 2008)
- Kiss For Salome (19 de noviembre de 2008)
- Chimera Draft (26 de noviembre de 2008)
- Star Cascade (26 de noviembre de 2008)
- Gate I (26 de noviembre de 2008)
- X-Night (17 de diciembre de 2008)
- Der Rattenfänger Von Hameln (7 de enero de 2009)
- Fractal Vibe (25 de febrero de 2009)
- St.Electric (4 de marzo de 2009)
- Blanca (29 de abril de 2009)
- Rip (10 de junio de 2009)
- Prime Diffusion (17 de junio de 2009)
- Sphere Valley (24 de junio de 2009)
- A Midsummer Night's Dream (1 de julio de 2009)
- YaTa-Raven Chronicle (2 de diciembre de 2009)
- Space Closer (16 de diciembre de 2009)
- 3x10^8 Lucks (5 de noviembre de 2014)
- Topology (12 de noviembre de 2014)
- 0 Game (19 de noviembre de 2014)
- Ambition Rising (21 de enero de 2015)
- Grid Justice (21 de enero de 2015)
- Remote Space (25 de febrero de 2015)
- March Hare (25 de marzo de 2015)
- Danteroid (11 de diciembre de 2015)
- Coda Growth (29 de enero de 2020)
- Meme Crack - Growth20 (29  de febrero de 2020)
- Wavelet Petal (29 de marzo de 2020)
- Entanglement Capriccio (11 de mayo de 2020)
- Olympus (2 de octubre de 2020)

### Álbumes
- Landing Timemachine (25 de octubre de 1991)
- D-Trick (2 de septiembre de 1992)
- The Electromancer (12 de julio de 1995)
- 21st Fortune (20 de noviembre de 2002)
- Violet Meme -Murasaki no Jyouhoudentatsu Chi- (30 de marzo de 2004)
- Indigo Algorithm -Ai no Denshi Kisuuhou- (31 de mayo de 2004)
- Blue Resolution -Ao no Shikaku Kaiseki do - (30 de julio de 2004)
- Green Method -Midori no Chuuyou Chitsujyo Kei- (15 de septiembre de 2004)
- Yellow Vector - Ki no Taji Gen Shikousei- (30 de noviembre de 2004)
- Orange Compile -Daidai no Noudou Hensekishiki- (31 de diciembre de 2004)
- Red Trigger -Aka no Yuuhatsu Shidouki- (30 de marzo de 2005)
- d・file -for TV programs- (19 de julio de 2006)

### Copilaciones
- DA's Best Works '91–'95 (24 de junio de 1998)
- DecAde: The Best of Daisuke Asakura (21 de noviembre de 2001)
- D・Collection: The Best Works of Daisuke Asakura (19 de julio de 2007)
- DA METAVERSE I + II (8 de marzo de 2013)

### Soundtracks
- Daiva (4 de noviembre de 1992)
- Dance Dance Revolution SuperNOVA 2
- Gravitation (Anime OST)
- Koukaku no Regios : Sound Restoration
- Koukaku no Regios : Sound Restoration 2

### Álbumes Remix
- Sequence Virus 2003 (20 de diciembre de 2003)
- Sequence Virus 2004 (14 de agosto de 2004)
- Sequence Virus 2005 (17 de octubre de 2005)
- Sequence Virus 2006 (23 de diciembre de 2006)
- Sequence Virus 2007–2008 (25 de julio de 2008)
- Sequence Virus 2009 (31 de marzo de 2010)
- Sequence Virus 2015 (29 de junio de 2016)
- Sequence Virus 2017 (29 de agosto de 2018)
- Sequence Virus 2019 (13 de mayo de 2020)

## Producción
Como productor musical ha colaborado con: MODE, Onapetz, LAZY KNACK, Akiko Hinagata, Takanori Nishikawa, pool bit boys, Yuki Kimura, Fayray, Kinya Kotani, Takashi Fujii, Yosuke Sakanoue, RUN&GUN y The Seeker, entre otros.